# Adetus minimus
Adetus minimus es una especie de escarabajo del género Adetus, familia Cerambycidae. Fue descrita científicamente por Breuning en 1942.
Habita en Brasil. Los machos y las hembras miden aproximadamente 4 mm.